# Yizheng
Yizheng (仪征市S, YízhēngP) è una città-contea della Cina, situata nella provincia di Jiangsu e amministrata dalla prefettura di Yangzhou.